# Gekielde skinken
Gekielde skinken (Tropidophorus) zijn een geslacht van skinken (Scincidae).

## Naam en indeling
De wetenschappelijke naam van de groep werd voor het eerst voorgesteld door André Marie Constant Duméril en Gabriel Bibron in 1839. Er zijn 29 soorten, inclusief de pas in 2017 beschreven soort Tropidophorus sebi.

## Verspreiding en habitat
Alle soorten komen voor in delen van Zuidoost-Azië, Zuid-China en het Indisch subcontinent en leven in de landen Bangladesh, Cambodja, China, Filipijnen, India, Indonesië, Laos, Maleisië, Myanmar, Thailand en Vietnam..
Door de internationale natuurbeschermingsorganisatie IUCN is aan 22 soorten een beschermingsstatus toegewezen. Zestien soorten worden beschouwd als 'veilig' (Least Concern of LC) en vijf soorten worden als 'onzeker' gezien (Data Deficient of DD). De soort Tropidophorus boehmei staat te boek als 'gevoelig' (Near Threatened of NT).d of EN).

## Soorten
Het geslacht omvat de volgende soorten, met de auteur en het verspreidingsgebied.
| Naam                                    | Auteur                                                    | Verspreidingsgebied               |
| --------------------------------------- | --------------------------------------------------------- | --------------------------------- |
| Tropidophorus assamensis                | Annandale, 1912                                           | Bangladesh, India                 |
| Tropidophorus baconi                    | Hikida, Riyanto & Ota, 2003                               | Indonesië                         |
| Tropidophorus baviensis                 | Bourret, 1939                                             | Vietnam, mogelijk in Thailand     |
| Tropidophorus beccarii                  | Peters, 1871                                              | Indonesië, Maleisië               |
| Tropidophorus berdmorei                 | Blyth, 1853                                               | China, Myanmar, Thailand, Vietnam |
| Tropidophorus boehmei                   | Nguyen, Nguyen, Schmitz, Orlov & Ziegler, 2010            | Vietnam                           |
| Tropidophorus brookei                   | Gray, 1845                                                | Indonesië, Maleisië               |
| Tropidophorus cocincinensis             | Duméril & Bibron, 1839                                    | Cambodja, Thailand, Vietnam       |
| Tropidophorus davaoensis                | Bacon in Brown & Alcala, 1980                             | Filipijnen                        |
| Gekielde waterskink Tropidophorus grayi | Günther, 1861                                             | Filipijnen                        |
| Tropidophorus guangxiensis              | Wen, 1992                                                 | China                             |
| Tropidophorus hainanus                  | Smith, 1923                                               | China, Vietnam                    |
| Tropidophorus hangnam                   | Chuaynkern, Nabhitabhata, Inthara, Kamsook & Somsri, 2005 | Thailand                          |
| Tropidophorus iniquus                   | Lidth de Jeude, 1905                                      | Indonesië                         |
| Tropidophorus laotus                    | Smith, 1923                                               | Laos, Thailand                    |
| Tropidophorus latiscutatus              | Hikida, Orlov, Nabhitabhata & Ota, 2002                   | Thailand                          |
| Tropidophorus matsuii                   | Hikida, Orlov, Nabhitabhata & Ota, 2002                   | Thailand                          |
| Tropidophorus microlepis                | Günther, 1861                                             | Cambodja, Laos, Thailand, Vietnam |
| Tropidophorus micropus                  | Lidth de Jeude, 1905                                      | Indonesië                         |
| Tropidophorus misaminius                | Stejneger, 1908                                           | Filipijnen                        |
| Tropidophorus mocquardii                | Boulenger, 1894                                           | Maleisië                          |
| Tropidophorus murphyi                   | Hikida, Orlov, Nabhitabhata & Ota, 2002                   | Vietnam                           |
| Tropidophorus noggei                    | Ziegler, Thanh & Thanh, 2005                              | Vietnam                           |
| Tropidophorus partelloi                 | Stejneger, 1910                                           | Filipijnen                        |
| Tropidophorus perplexus                 | Barbour, 1921                                             | Indonesië, Maleisië               |
| Tropidophorus robinsoni                 | Smith, 1919                                               | Myanmar, Thailand                 |
| Tropidophorus sebi                      | Min Pui, Karin, Bauer & Das, 2017                         | Indonesië                         |
| Tropidophorus sinicus                   | Boettger, 1886                                            | China, Vietnam                    |
| Tropidophorus thai                      | Smith, 1919                                               | Myanmar, Thailand                 |